# Lightnin'
Lightnin' (підзаглавлений The Blues of Lightnin' Hopkins) — студійний альбом американського блюзового музиканта Лайтніна Гопкінса, випущений у 1961 році лейблом Bluesville.

## Опис
Альбом був записаний дочірнім лейблом Prestige Bluesville у 1960 році; Lightnin' є однією з чудових акустичних сесій, записаних Лайтніном Гопкінсом напочатку 1960-х. На цій сесії, що має розлабляючу атмосферу, 48-річний Гопкінс вражає такими власними композиціями як «Thinkin' 'Bout an Old Friend» і «Katie Mae», а також гарними інтерпретаціями «Back to New Orleans» Брауні Макгі та Сонні Террі і «Mean Old Frisco» Артура «Біг Бой» Крудапа. Акомпанемент Гопкінса складається лише з контрабасиста Леонарда Гаскіна і ударника Белтона Еванса.

## Список композицій
1. «Automobile Blues» (Лайтнін Гопкінс) — 2:45
2. «You Better Watch Yourself» (Лайтнін Гопкінс) — 5:00
3. «Mean Old Frisco» (Лайтнін Гопкінс) — 3:43
4. «Shinin' Moon» (Лайтнін Гопкінс) — 4:09
5. «Come Back Baby» (Лайтнін Гопкінс) — 3:31
6. «Thinkin' 'Bout an Old Friend» (Лайтнін Гопкінс) — 5:08
7. «The Walkin' Blues» (Лайтнін Гопкінс) — 3:25
8. «Back to New Orleans» (Брауні Макгі, Сонні Террі) — 3:22
9. «Katie Mae» (Лайтнін Гопкінс) — 4:05
10. «Down There Baby» (Лайтнін Гопкінс) — 4:07

## Учасники запису
- Лайтнін Гопкінс — вокал, гітара
- Леонард Гаскін — бас
- Белтон Еванс — ударні

Технічний персонал
- Руді Ван Гелдер — інженер
- Дон Шліттен — дизайн
- Ед Бадо — фотографія
- Джо Голдберг — текст